# Okręg (Szwajcaria)

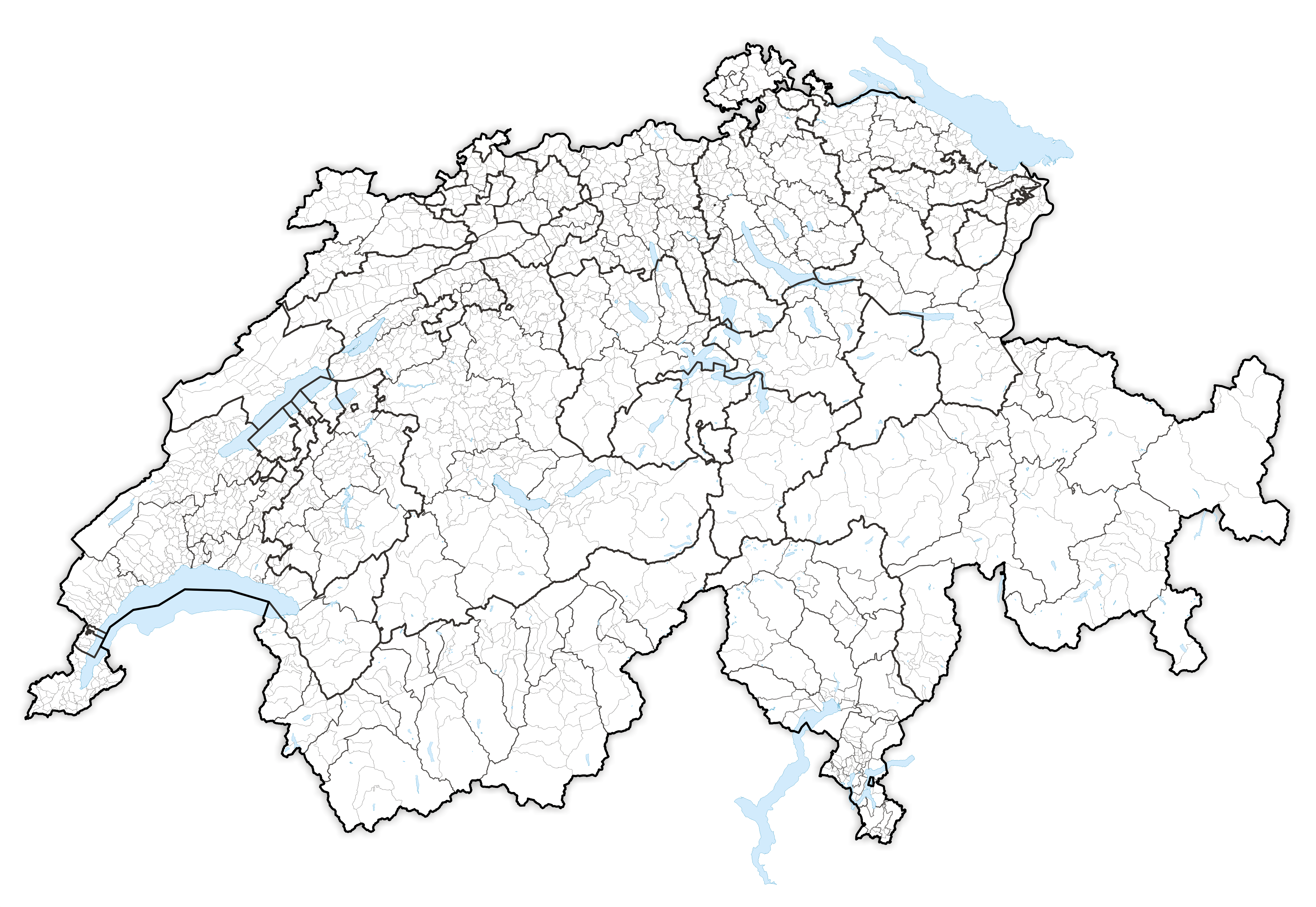
Mapa Szwajcarii z granicami kantonów, okręgów oraz gmin (1 stycznia 2025)

Okręg (niem. Bezirk, Amt, Amtsbezirk; fr. District;  ang. District, wł. Distretto) – jednostka administracyjna pomiędzy kantonem i gminą w kantonach Szwajcarii.